# This Heat (álbum)
This Heat  es el primer álbum debut y álbum de estudio de la banda británica vanguardista de rock This Heat. Fue lanzado en septiembre de 1979 por la discográfica Piano.
A pesar de nunca haber obtenido éxito comercial, el álbum es considerado uno de los primeros referentes en la música industrial, en el post-rock y al igual con influencias del post-punk. En la actualidad el álbum es considerado como material de culto debido a su poco reconocimiento.
El álbum se le ha comparado al sonido de los grupos: Faust y Henry Cow.
El sitio web Pitchfork consideró el sencillo "24 Track Loop" como uno de los "Mejores 500 Sencillos del Punk del Presente" en su libro "The Pitchfork 500" 

## Lista de canciones
Todas las canciones escritas y compuestas por This Heat. 
| This Heat |                           |          |  |
| N.º       | Título                    | Duración |  |
| 1.        | «Testcard»                | 00:47    |  |
| 2.        | «Horizontal Hold»         | 06:56    |  |
| 3.        | «Not Waving»              | 07:26    |  |
| 4.        | «Water»                   | 03:10    |  |
| 5.        | «Twilight Furniture»      | 05:06    |  |
| 6.        | «24 Track Loop»           | 05:57    |  |
| 7.        | «Diet of Worms»           | 03:09    |  |
| 8.        | «Music Like Escaping Gas» | 03:40    |  |
| 9.        | «Rainforest»              | 02:55    |  |
| 10.       | «The Fall of Saigon»      | 05:10    |  |
| 11.       | «Testcard»                | 04:09    |  |
| 48:24     |                           |          |  |

## Personal
Todos los sencillos y composiciones fueron compuestos por todos los miembros de This Heat.
- Charles Bullen - vocal, guitarra, clarinete, batería, cintas
- Charles Hayward - vocal, batería, teclados, guitarra, bajo, cintas
- Gareth Williams - vocal, bajo, teclados, cintas

### Personal adicional
- Anthony Moore - producción
- David Cunningham - producción, ingeniería de sonido
- Chris Blake - ingeniería de sonido
- Frank Bryan - ingeniería de sonido
- Kevin Harrison - ingeniería de sonido
- Rik Walton - ingeniería de sonido